# Sławsko (grodzisko)
Sławsko (grodzisko) – grodzisko nizinne całkowicie już zniwelowane, typu pierścieniowatego, usytuowane wśród podmokłych łąk, pochodzące z X-XII wieku. Grodzisko przypisywane jest Słowianom. Grodzisko jest oddalone 0,5 km w kierunku południowo-wschodnim od miejscowości Sławsko.

## Opis grodziska
Grodzisko nizinne, całkowicie zniwelowane, pierwotnie zapewne pierścieniowate, usytuowane wśród podmokłych łąk (to najbardziej typowe usytuowanie grodziska słowiańskiego było właśnie schowaniem na bagnach). Obecnie widoczne jest tylko koliście przebiegające nieznaczne zagłębienie, będące być może pozostałością zasypanej fosy.
Wymiary: Powierzchnia ograniczona domniemaną fosą — około 117 × 122 m, szerokość domniemanej fosy — do 20 m. Stan zachowania: obiekt całkowicie zniwelowany — pastwisko.

## Znaleziska
Znaleziono następujący inwentarz:
- z badań w XIX wieku pochodzi nieokreślona ilość przedmiotów żelaznych, m.in. noże, nożyce, miecz (?), sztylety (?), fragmenty zbroi, klucze oraz osełki kamienne, kości i rogi zwierzęce, przęśliki gliniane, liczne ułamki wczesnośredniowiecznych i średniowiecznych naczyń glinianych zdobionych żłobkami poziomymi, w tym dna ze znakami (krzyże i swastyki). Zapewne też z grodziska pochodzi nieokreślona ilość monet (brakteaty?).
- z badań D. Kleista w 1935 r. pochodzą 2 nieokreślone przedmioty żelazne, podkowa, bryłki polepy, kości zwierzęce, ułamki naczyń glinianych, z których zachowało się:
- a) 9 ręcznie lepionych (kultura łużycka?),
- b) 11 górą obtaczanych zdobionych pasmami żłobków falistych i ukośnymi nakłuciami wykonanymi patykiem, w tym 5 den i 2 brzegi — 1 silnie wychylony o zaokrąglonej krawędzi i 1 lekko wychylony o ukośnej krawędzi. Glina z domieszką o przewadze średnioziarnistego tłucznia,
- c) 231 zapewne całkowicie obtaczanych zdobionych regularnymi żłobkami poziomymi (zdecydowana większość) i pojedynczymi żłobkami falistymi (sporadycznie).
- z badań w 1968 r. pochodzi szereg kolejnych drobnych przedmiotów i wiele pokruszonej ceramiki.

Ogółem z grodziska pochodzi ułamków naczyń glinianych:
- ręcznie lepionych (kultura łużycka?) 9
- górą obtaczanych 21
- zapewne silnie górą obtaczanych 37
- zapewne całkowicie obtaczanych 237
- całkowicie obtaczanych 32
- toczonych 27
- mało charakterystycznych bez śladów obtaczania 38
- razem: 401

Na podstawie analiz z tych wszystkich badań określono pochodzenie grodu z X-XII wiek i okres późnośredniowieczny.